# Стадион Хартурм
Стадион Хартурм (фр. Hardturm) је био фудбалски стадион у Цириху, Швајцарска. Стадион је био отворен 1929. године, био је дом фудбалског клуба Грасхопер из Цириха, све док није затворен 2007. године. Био је такође стадион домаћин Светског првенства у фудбалу 1954. године.
Земљиште за стадион купио је Валтер Шелер који га је бесплатно уступио свом клубу. Када је стадион отворен 1929. могао је да прими 27.500 гледалаца. Након многих реконструкција, капацитет је био повећан на 38.000 1986. године, на време за 100-годишњицу Скакаваца. Пре затварања, Хартурм је могао да прими 17.666 гледалаца са просторима за стајање за домаће и гостујуће навијаче. Приликом одигравања међународних утакмица Хартурм је могао да прими 16.600 гледалаца са местима за седење у свим деловима.
Током реконструкције стадиона Лецигрунд, Грасхоперс је користио Хартурм са локалним ривалима ФК Цирих за сезону 2006–07. То је довело до протеста навијача Грасхопера. Стадион Хартурм затворен је у септембру 2007.  Грасхопер од тада игра на стадиону Лецигрунд.
Рушење Хартурма је почело у децембру 2008. и планиран је нови стадион, Стадион Цирих, на терену Хартурма, али је пројекат до даљњег заустављен.

## Светско првенство у фудбалу 1954.
У току одржавања Светског првенства у фудбалу 1954. године, стадион је био домаћин  за пет утакмица.
| №  | Датум        | Репрезентације           | Рез.  | Фаза такмичења                   | Посета |
| -- | ------------ | ------------------------ | ----- | -------------------------------- | ------ |
| 1. | 16. јун 1954 | Аустрија – Шкотска       | 1 – 0 | СП 1954. Група 3                 | 30.000 |
| 2. | 17. јун 1954 | Мађарска – Јужна Кореја  | 9 – 0 | СП 1954. Група 2                 | 18.000 |
| 3. | 19. јун 1954 | Аустрија – Чехословачка  | 5 – 0 | СП 1954. Група 3                 | 25.000 |
| 4. | 23. јун 1954 | Западна Немачка – Турска | 7 – 2 | СП 1954. Група 2                 | 18.000 |
| 5. | 3. јун 1954  | Уругвај – Аустрија       | 1 – 3 | СП 1954. Утакмица за треће место | 35.000 |